# Битка код Марџ ел Сафара (634)
Битка код марџ ел Сафара одиграла се 634. године. Код Дамаска, Тома, иначе зет Византијског цара Ираклија, био је главнокомандујући. Добивши од доушника обавештења о Халидовом маршу право ка Дмаску, он се припремио за одбрану Дамаска. Затим се писмом обратио цару Ираклију тражећи од њега појачање, које се у то време налазило у граду Емеси. Шта више, Тома је у циљу добијања додатног времена за припремање заштите од опсаде, послао снаге, да одложе, или бар ако је икако могуће зауставе Халидов марш на Дамаск.Једна таква војска је била поражена у бици код Јакусе средином августа близу језера Тиберијада 150km од Дамаска, док једна друга војска која је успела да заустави напредовање муслимана ка Дамаску била је побеђена у бици код Марџ ел Сафара 19. августа 634. год. Прича се да је у битку била умешана Ум Хаким наводно према арапима „муслиманска хероина ” жена једног од убибјених муслимаких команданата у бици код Јармука.